# Nesokaha nigropunctata
Nesokaha nigropunctata är en insektsart som beskrevs av Frederick Arthur Godfrey Muir 1917. Nesokaha nigropunctata ingår i släktet Nesokaha och familjen Derbidae. Inga underarter finns listade i Catalogue of Life.